# Patrick Aussems
Patrick Aussems (Moelingen, 6 febbraio 1965) è un allenatore di calcio ed ex calciatore belga, di ruolo difensore, tecnico del Singida Fountain Gate.

## Carriera

### Giocatore
Dal 1974 al 1981 gioca nel settore giovanile del Visé; dal 1981 al 1988 milita nello Standard Liegi, nella prima divisione belga. Durante la stagione 1988-1989 gioca invece nella seconda divisione belga con la maglia del Gent, con cui conquista una promozione in massima serie, categoria nella quale milita nel corso della stagione 1989-1990 con la maglia del Seraing; si trasferisce poi in Francia, al Troyes, dove gioca dal 1990 al 1993, anno in cui termina la sua carriera da calciatore.

### Allenatore
Nel 1992 ha allenato per un breve periodo il Troyes, in cui ancora giocava. Dal 1995 al 1999 ha allenato a Saint-Louis, sull'isola di Riunione, allo Stade-Lousienne; dal 1999 al 2001 è stato poi allenatore del Capricorne Saint-Pierre, sempre a Riunione. Nella stagione 2002-2003 ha allenato invece il Stade Beaucairois, club delle serie minori francesi; nella stagione 2003-2004 ha lavorato come vice allo Stade Reims, nella seconda divisione francese, per poi trascorrere la stagione seguente alla Kadji Sports Academy, in Camerun; nell'estate del 2005 torna in Francia, all'Angers, dove trascorre una stagione lavorando come vice nella terza divisione francese.
Dal 2006 al 2009 è direttore tecnico della nazionale del Benin, che allena anche per una partita (la sconfitta per 2-1 dell'11 febbraio 2009, sul campo dell'Algeria); dopo questa esperienza torna nuovamente in Francia a lavorare come vice, questa volta all'Évian TG, con cui conquista una promozione dalla terza alla seconda divisione francese. Dal 2011 al 2012 è vice allo Shenzhen Ruby, nella prima divisione cinese. Rimane in Cina anche durante la stagione successiva, nella quale allena il Chengdu Blades, club di seconda divisione. Dal 2013 al 2015 è invece nuovamente in Africa, ai congolesi del Léopards, con i quali nel 2014 raggiunge le semifinali della Coppa della Confederazione CAF. Dal 2015 al 2016 è commissario tecnico della nazionale nepalese, mentre nel 2017 allena il Marbella FC, in Segunda División B, la terza divisione spagnola. Nel 2018 si trasferisce in Tanzania, al Simba, uno dei club più titolati del paese.

## Palmarès

### Giocatore

#### Competizioni nazionali
- Campionato belga: 2

Standard Liegi: 1981-1982, 1982-1983
- Supercoppa del Belgio: 2

Standard Liegi: 1981, 1983

#### Competizioni internazionali
- Coppa Piano Karl Rappan: 3

Standard Liegi: 1981, 1982, 1984